# Glögg

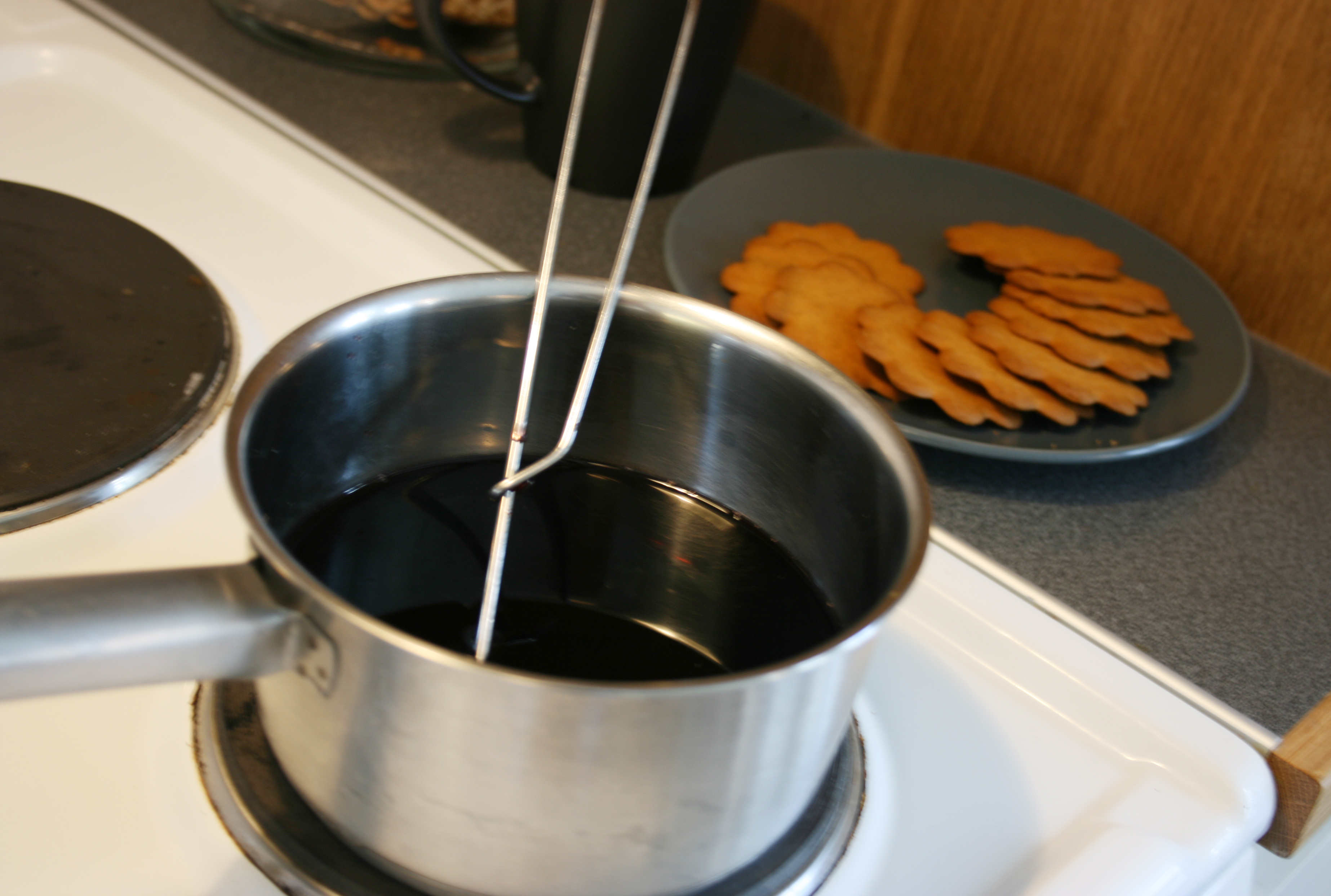
Glögg håller på att värmas. I bakgrunden pepparkakor.

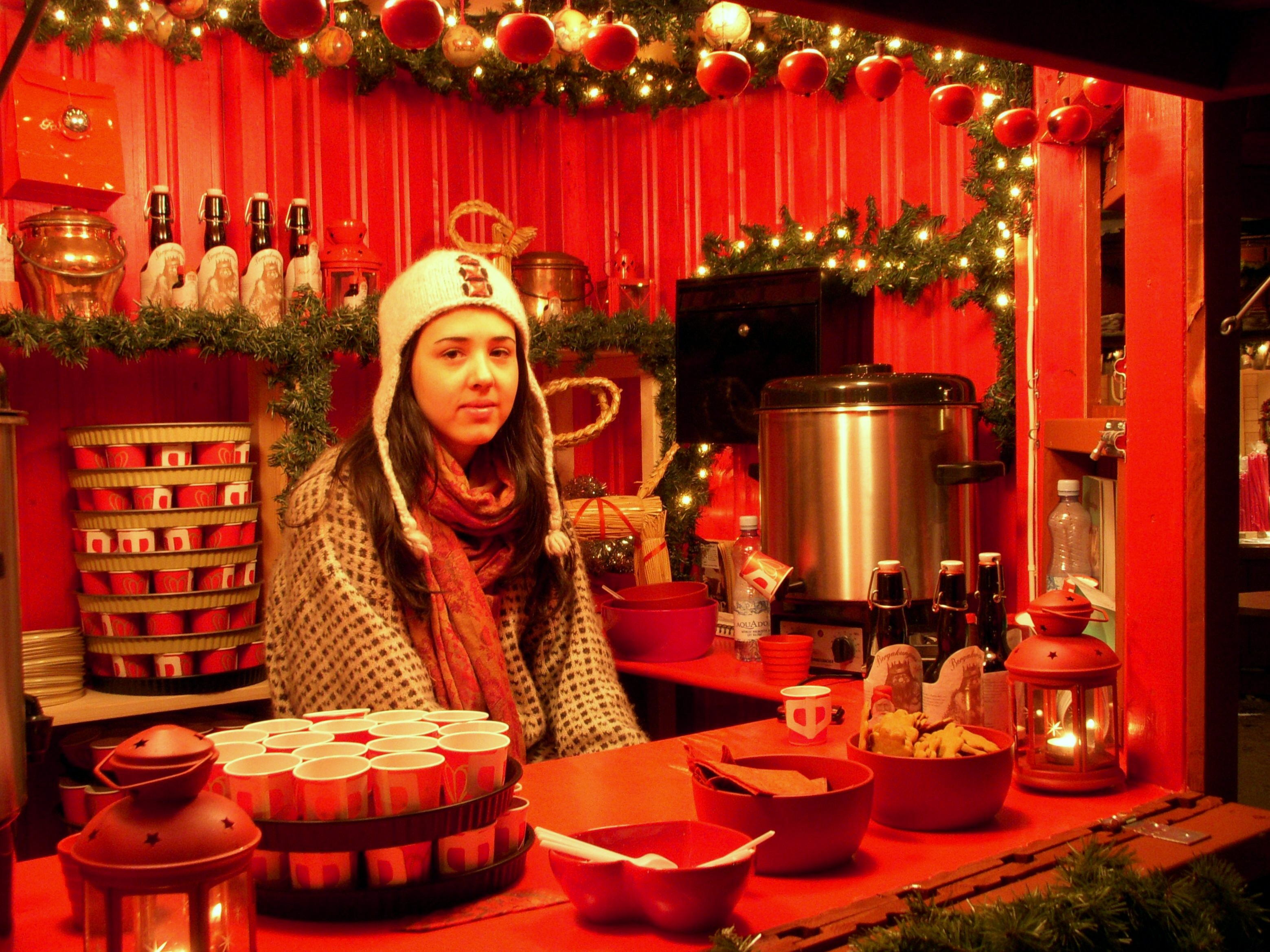
Glöggförsäljning på Stortorgets julmarknad i Stockholm 2009.

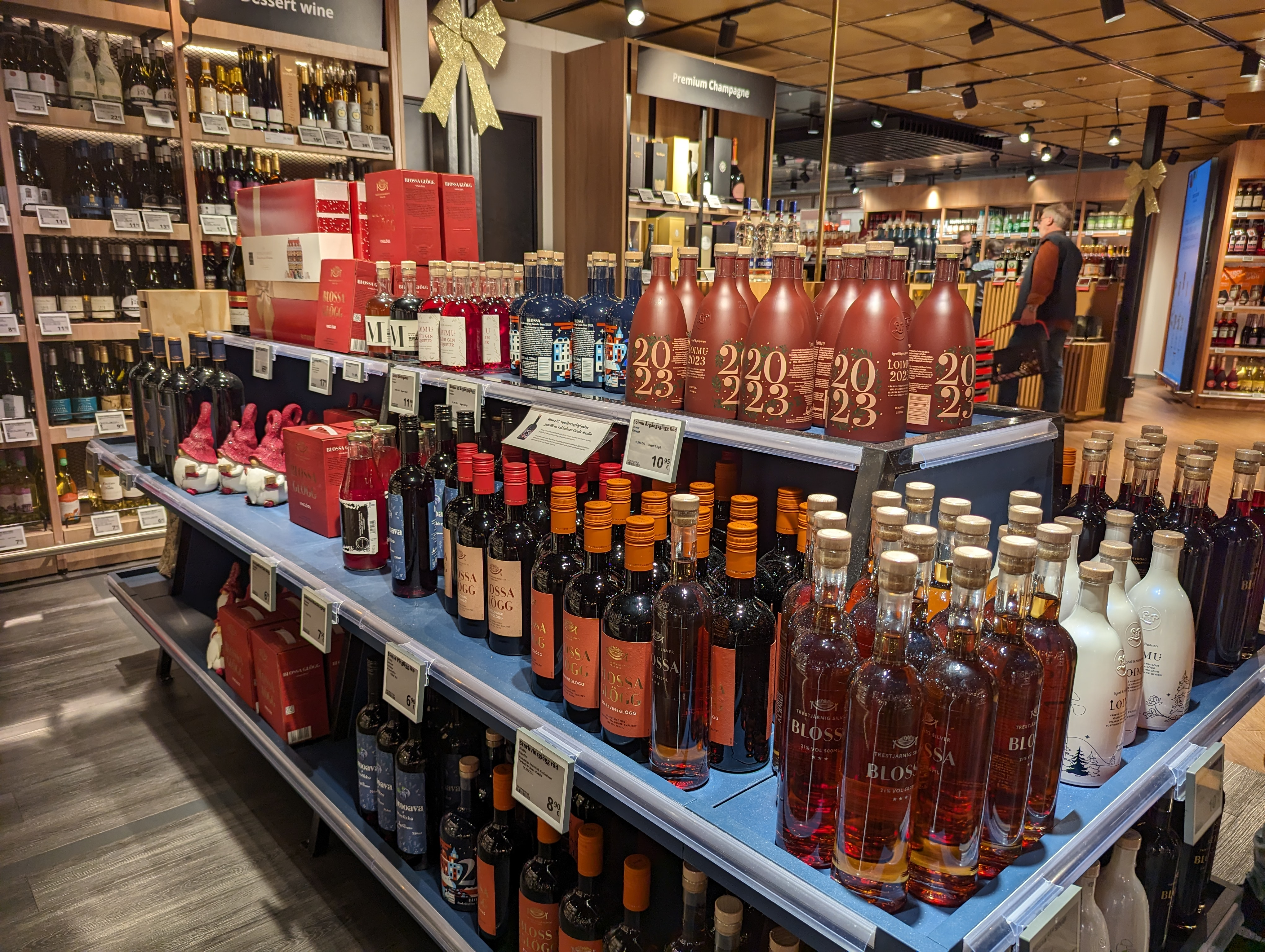
Glögg i en taxfree-butik.

Glögg är en varm dryck baserad på kryddat vin (vanligtvis rött) eller sprit. Ordet glögg kommer av det äldre ordet glödg, bildat av verbet glödga 'värma upp' (jämför glöda). I andra språk förekommer varmt kryddat vin under namn som vin chaud (franska), Glühwein (tyska) och mulled wine (engelska). Glögg kan även vara alkoholfri, baserad på saft eller alkoholfritt vin.

## Glödgat vin
Att dricka varmt kryddat vin har sina anor långt bakåt i tiden. Redan under antiken tillsatte greker och romare kryddor i vin, av hälsoskäl eller som smakförbättrare. Gustav Vasa höll sig med en egen blandare av klaret, vilken utgjordes av rhenskt vin, socker och honung, kryddat med kanel, ingefära, kardemumma och nejlikor m.m. 
År 1609 dök uttrycket "glödgat vin" upp för första gången. Namnet syftar på tillverkningsmetoden, där en sockertopp dränktes in i cognac och antändes, varpå smältande socker rann ner i brygden och gav sötma åt glöggen. 
I Sverige växte glöggens popularitet vid 1800-talets slut och de privata vinhandelsfirmorna började tillverka färdigblandad glögg. Det fanns både vinglögg och en starkare variant som kallades cognacsglögg eller julglögg. Man började förknippa glöggen med julfirandet och dekorerade etiketterna med tomtenissar som kokade eller smakade på den rykande drycken.

## Olika typer av glögg

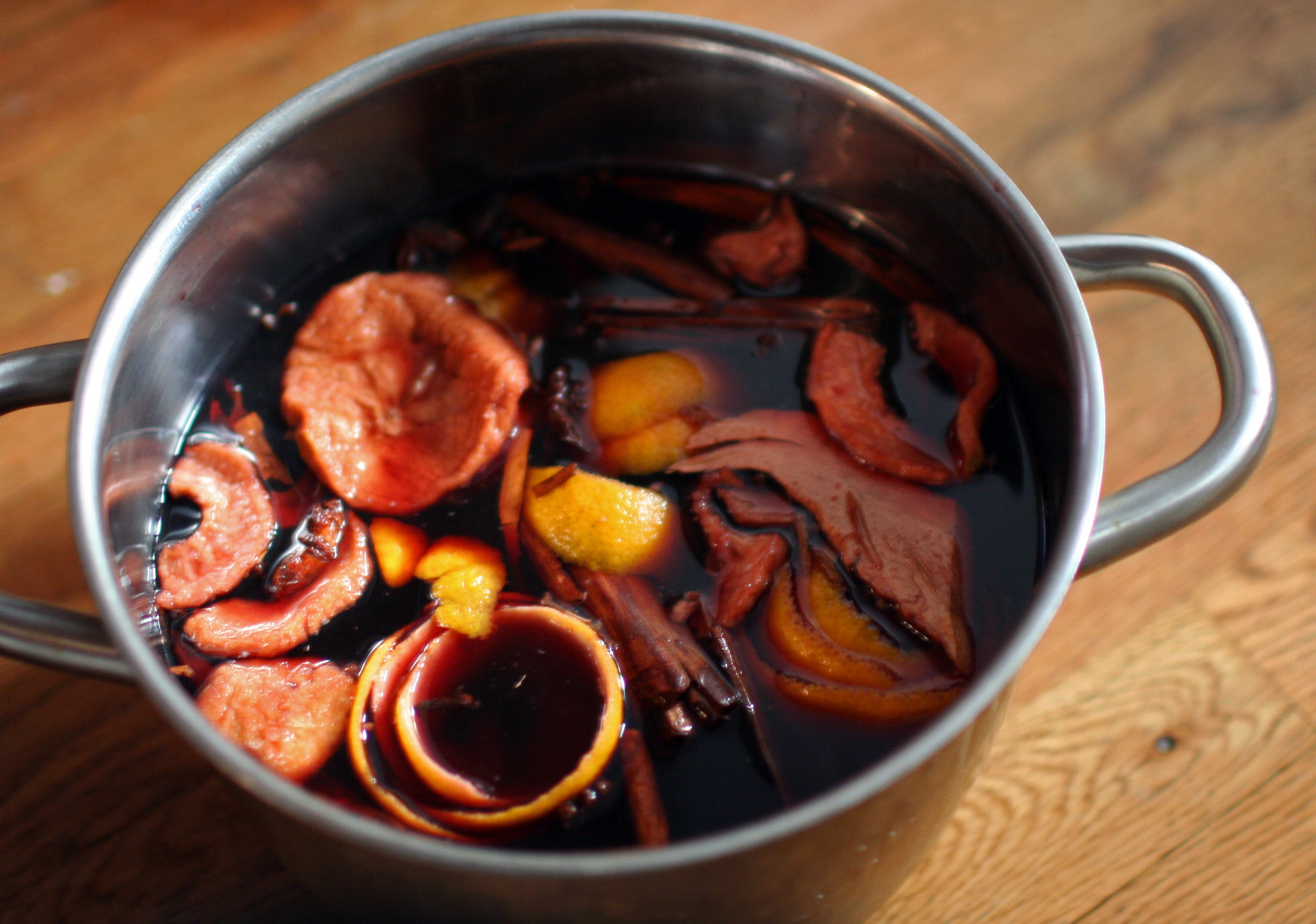
Uppvärmd glögg står och drar. Apelsinskal och andra kryddor syns tydligt.

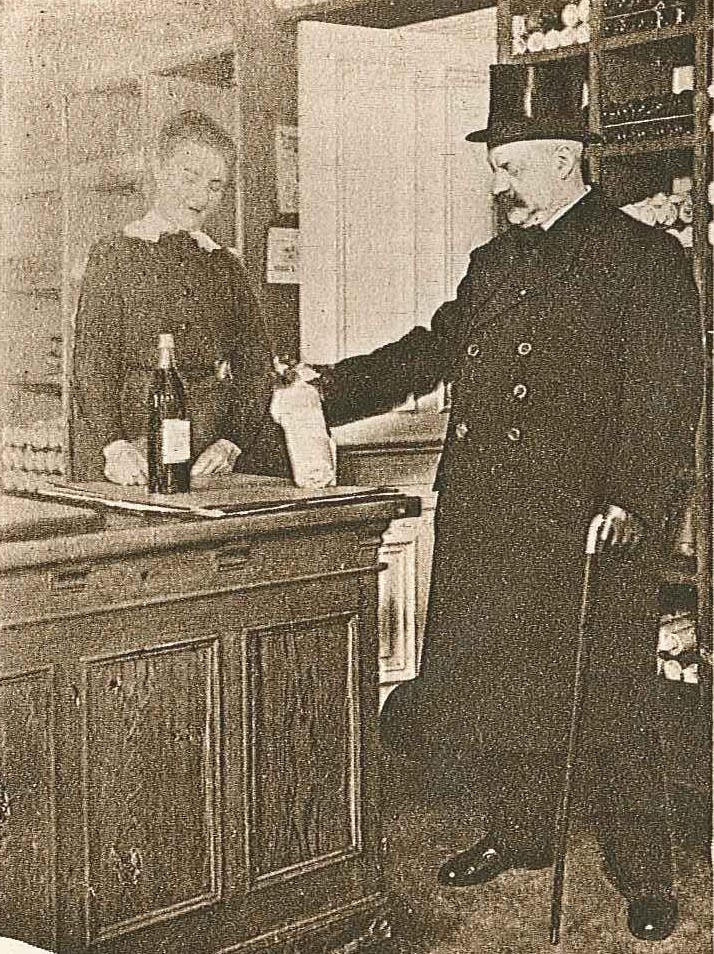
Revykungen Emil Norlander handlar glögg inför julen år 1916.

### Spritglögg
På en skål med brännvin eller cognac och kryddor läggs ett galler, och på gallret en bit toppsocker. Spriten antändes och sockret smälter ner i spriten. Vanliga kryddor är kryddnejlika, kanel, kardemumma, ingefära, pomerans och pepparkorn. Spritglöggen kallas även brylå.

### Vinglögg
Seden att krydda vin finns i de flesta kulturer och i äldre tider var det vanligt eftersom vinet kunde vara av låg kvalitet på grund av dåliga lagringsförhållanden eller långa transporter. I den svenska kulturen är det varma kryddade vinet (vinglöggen) fast förankrad under den kalla årstiden i synnerhet före och under julen. Även i andra kulturer med kalla vintrar är det vanligt med varmt kryddat vin.

### Alkoholsvag eller alkoholfri glögg
Glögg görs också på avalkoholiserat vin eller på saft av mörka bär (saftglögg). Uppvärmd får denna saft en glöggkaraktär.

### Glöggkoncentrat
Det finns också glöggkoncentrat, där man själv kan blanda ihop sin egen glögg. Gjord på sprit , vin eller en alkoholsvag bas.

## Glögg i Norden
Under medeltiden kom seden att under vintern dricka varmt, kryddat vin till Norden och Baltikum via det tysktalande Europa. I dessa områden dricks olika varianter av drycken fortfarande, särskilt i advents- och jultider.

### Sverige
Glöggdrickandet är ett stående inslag i den svenska jultraditionen från första advent till tjugondedag Knut. Glögg säljs i Sverige mest i november och december. I vanliga livsmedelsaffärer tillhandahålls endast sådana sorter vars alkoholhalt ligger under den högsta tillåtna styrkan 2,25 procent (Se: Alkohollagen). Alkoholstarkare glögg, gjord på lättvin eller starkvin, säljs på Systembolaget.
Det är också vanligt att göra egen glögg enligt spritmetoden eller genom att krydda ett rödvin, eventuellt spetsat med annan alkohol.

#### Tillbehör
Glögg dricks ur små koppar och i Sverige serveras vanligen mandel (eller nötter) och russin som läggs i den varma glöggen. Det finns för ändamålet avsedda koppar att köpa i handeln, ofta tillsammans med skålar för tillbehören och gryta med varmhållning (oftast med värmeljus). Det finns även färdiga blandningar med exempelvis mandlar och russin som ofta marknadsförs som "glöggmix". Till glöggen äts i Sverige pepparkakor och vid lucia även lussekatter.

### Danmark
Det danska ordet gløgg kommer från svenskans glögg. Tidigare kallades det glødet vin och sedermera glødg.
Först på slutet av 1800-talet blev glögg en jultradition i Danmark men troligtvis ansåg man att det var passande med en varm och söt dryck mitt i vintern. Traditionen hjälptes på traven av företagsamma personer och omkring år 1900 började svenska sprittillverkare förse glöggflaskorna med färggranna etiketter med nissar vilket ledde till att glöggdrickandet blev en del av den danska jultraditionen.

#### Tillbehör
I Danmark serveras ofta glögg i juletider med æbleskiver (en sorts bollformade pannkakor som serveras med flor- eller strösocker och sylt).

### Finland
Glöggen (glögi på finska) kom till Finland från Sverige. Ännu i slutet på 1800-talet drack man glögg med vin i, men i och med förbudslagen år 1919 försvann glöggdrickandet nästan helt. Jalostaja försökte introducera fabrikstillverkad glögg på 1920-talet, men lanseringen lyckades inte. På 1930-talet, efter förbudslagen, gjordes det reklam för glögg i finlandssvenska tidskrifter och på 1950−1960-talen var glöggdrickandet nästan uteslutande ett finlandssvenskt fenomen. I slutet av 1960-talet och i början av 1970-talet började recept på glögg också dyka upp i finskspråkiga tidskrifter, varefter glöggen har blivit en del av julfirandet i hela Finland.

#### Tillbehör
De finländska glöggtraditionerna påminner mycket om den svenska, det vill säga glöggen dricks ur särskilda glögglas och mandel och russin blandas i drycken.

## Motsvarigheter i andra länder

### Europa
I tysktalande länder serveras vintertid Glühwein som är ett varmt kryddat vin. I engelsktalande länder talar man om mulled wine. I Frankrike och Schweiz kan man få vin chaud 'varmt vin', i Italien vin brulé (som är franska för 'bränt vin'), i Rumänien vin fiert, i Serbien kuvano vino, i Polen grzane wino, i Slovakien varené vino, i Ryssland глинтвейн, i Tjeckien svařené víno, i Slovenien kuhano vino och i Ungern forralt bor.

### Syd- och Nordamerika
I Brasilien finns quentão och i Chile navegado. I Kanada förekommer också en variant vid namn caribou.